# Tricalysia griseiflora
Tricalysia griseiflora är en måreväxtart som beskrevs av Karl Moritz Schumann. Tricalysia griseiflora ingår i släktet Tricalysia och familjen måreväxter.

## Underarter
Arten delas in i följande underarter:
- T. g. barotseana
- T. g. benguellensis
- T. g. griseiflora